# Molinari (azienda)
La Molinari S.p.A. è un'azienda italiana produttrice di bevande alcoliche, fondata nel 1945 a Civitavecchia da Angelo Molinari. Il suo prodotto più famoso è la omonima sambuca Molinari Extra.

## Storia
Angelo Molinari, classe 1893, si occupa di vino dopo avere combattuto nella prima guerra mondiale. 
È sposato e ha già dei figli (in totale ne avrà sei, tre maschi e tre femmine) quando decide di partire per l'Africa dove apre un bar ad Addis Abeba. Rientrato in Italia alla fine degli anni trenta viene impiegato a Civitavecchia da un produttore di sambuca, la Sambuca Manzi. Nel 1945 si mette in proprio e produce artigianalmente sambuca, che si differenzia dalle altre in commercio perché si basa su una formula a base di "anice stellato", e in quanto "pregiata", vi aggiunge la denominazione "extra".
Il prodotto comincia a diventare popolare tra gli anni cinquanta e sessanta, quando a Roma esplode il fenomeno della "dolce vita" e i barman dei locali di via Veneto offrono la sambuca con un chicco di caffè; nasce così la "sambuca con la mosca". Nel 1959 sorge il primo stabilimento e l'azienda fa anche pubblicità con degli spot televisivi e radiofonici con testimonial quali Carlo Giuffré, la top model Veruska, Adriano Panatta, Paolo Stoppa e Rina Morelli, Walter Chiari, Sydne Rome, il campione di Formula 1 Mario Andretti, e, in anni recenti, José Mourinho. Nel 1975, anno in cui scompare il fondatore dell'azienda Angelo, diventa operativo lo stabilimento di Colfelice, in provincia di Frosinone, il cui alto livello di automazione può produrre sino a 60.000 bottiglie al giorno.
In azienda sono impegnati già da tempo esponenti della seconda generazione dei Molinari (uno dei figli, Mario, è stato ucciso in Liguria nel 1945), in particolare Marcello e Mafalda. Sono loro alla guida dell'azienda mentre Antonio, classe 1940, penultimo dei sei fratelli, si occupa dell'estero e preferisce vivere una ventina d'anni fuori dall'Italia.
Marcello viene rapito nel 1981 dall'anonima sarda mentre sta lavorando nell'orto di casa, è tenuto prigioniero due mesi in un capanno nelle campagne marchigiane e liberato da un blitz dei carabinieri. Nel 2003 è poi vittima a Orbetello di un grave incidente stradale che lo rende semiparalizzato. Muore a 81 anni nel 2008.
Mafalda, soprannominata dai fratelli più giovani "il colonnello", tiene salde in pugno le redini dell'azienda che ormai produce dieci milioni di bottiglie all'anno. Si dedica anche alla politica: prima è consigliere comunale del Movimento Sociale Italiano, nel 1994 è eletta al Senato per Alleanza Nazionale nel collegio 13 di Civitavecchia, diventa anche responsabile della Fondazione Angelo Molinari per promuovere la ricerca in campo medico e progetti di educazione. Muore nell'ottobre 2015 a 92 anni.
Alla morte di Mafalda è Antonio Molinari ad assumere la presidenza dell'azienda, ma già dal 2013, a 73 anni, ha passato le deleghe di capo azienda ai figli: Mario (classe 1971) e Angelo (classe 1975) diventano entrambi amministratori delegati; la terza figlia, Inge, è nel consiglio d'amministrazione ed è anche presidente della Fondazione che ha cambiato il nome in Fondazione Angelo e Mafalda Molinari onlus.
Nell'aprile 2022 Antonio muore all'età di 81 anni.
Nel 2018 si ha il lancio della nuova campagna pubblicitaria, "Too much", con la top model Emily DiDonato.

## I prodotti
Un terzo delle dieci milioni di bottiglie prodotte della Molinari sono distribuiti in 80 paesi. 
Nel corso degli anni l'azienda ha ampliato la gamma di prodotti acquisendo altri marchi e stabilimenti, alcuni di proprietà, altri con licenza di distribuzione. Ad oggi i prodotti commercializzati dall'azienda sono:
- Sambuca Molinari
- Limoncello di Capri (nel 1999 viene acquisito dalla famiglia Canale il 51%, nel giugno 2017 il 100%).[8]
- Elisir Gambrinus (distribuzione)[9]
- Fiordigrappa Gambrinus
- Vov[10]
- Sambuca Manzi
- Grappe Ceschia[10]
- Gin MG
- Vodka  Premium TOVARITCH! — distribuita in Italia da Molinari S.p.A., è una vodka premium pluripremiata. Il marchio appartiene a Tovaritch Spirits International SA, con sede a Ginevra e fondata dal marchese Eugenio Litta Modignani, originario di Varese. Oggi, TOVARITCH! è la vodka più premiata al mondo, con oltre 150 riconoscimenti internazionali ottenuti in prestigiosi concorsi quali IWSC, The Spirits Business Vodka Masters e San Francisco World Spirit Competition; La produzione è stata trasferita dalla Russia alla Lettonia (Stati baltici) nel 2022, garantendo una filiera 100% europea in termini di ingredienti, produzione e confezione. www.tovaritch.com [11]
- Xenta Absenta
- All'estero la slovacca DK nelle acque minerali